# Chromothericles kanga
Chromothericles kanga är en insektsart som först beskrevs av Sjöstedt 1923.  Chromothericles kanga ingår i släktet Chromothericles och familjen Thericleidae. Inga underarter finns listade i Catalogue of Life.